# Riddarholmen
 (janvier 2024).
Si vous disposez d'ouvrages ou d'articles de référence ou si vous connaissez des sites web de qualité traitant du thème abordé ici, merci de compléter l'article en donnant les références utiles à sa vérifiabilité et en les liant à la section « Notes et références ».
Riddarholmen, littéralement l'îlot des chevaliers en suédois, est une petite île et un quartier  du centre de Stockholm en Suède. 

## Présentation
Elle fait partie de Gamla stan, la vieille ville de Stockholm, et abrite de nombreux palais du XVIIe siècle. 
La principale attraction de l'île est son église, l'Église de Riddarholmen, lieu d'enterrement des rois de Suède depuis le XVIe siècle.
La côte ouest de l'île offre une vue exceptionnelle sur la baie de Riddarfjärden et sur l'hôtel de ville de Stockholm. Une statue de Birger Jarl, considéré comme le fondateur de la ville, se trouve sur un pilier au nord de Riddarholmskyrkan.

## Histoire
Le plus vieux nom connu de l'île est Kidaskär. Au XIIe siècle y fut construit un monastère franciscain, et le nom de l'île devint Gråmunkeholmen. Pendant la Réforme, le monastère fut fermé et transformé en une église, et en 1638 l'île prit son nom actuel.

## Bâtiments
| Bild    | Bâtiment                   | Début const.           | Architecte                                  | Constructeur                                   |
| ------- | -------------------------- | ---------------------- | ------------------------------------------- | ---------------------------------------------- |
| vänster | Riddarholmskyrkan          | 1270                   |                                             | Magnus Ladulås                                 |
| vänster | Gråbrödraklostret          | 1270                   |                                             | Magnus Ladulås                                 |
| vänster | Birger jarls torn          | 1530, 1953             | Cyrillus Johansson                          | Gustav Vasa                                    |
| vänster | Hebbeska huset             | 1628                   |                                             | Johan Eriksson Sparre                          |
| vänster | Cruuska palatset           | 1635                   |                                             | Karl Bonde                                     |
| vänster | Hessensteinska palatset    | années 1630            | Nicodème Tessin l'Ancien, Carl Hårleman     | Bengt Bengtsson Oxenstierna                    |
| vänster | Sparreska palatset         | années 1630            |                                             | Peder Eriksson Sparre                          |
| vänster | Wrangelska palatset        | années 1630, 1652-1670 | Nicodème Tessin l'Ancien                    | Lars Eriksson Sparre, pour Carl Gustaf Wrangel |
| vänster | Stenbockska palatset       | 1640                   | Nicodème Tessin l'Ancien, Carl Hårleman     | Fredrik Gustavsson Stenbock                    |
| vänster | Östra Gymnasiehuset        | années 1640            |                                             | Gustaf Adam Banér                              |
| vänster | Schering Rosenhanes palats | 1652                   | Nicodème Tessin l'Ancien, Jean de la Vallée | Schering Rosenhane                             |
| vänster | Sundhetskollegiets hus     | 1700                   |                                             | Hovet                                          |
| vänster | Gamla riksdagshuset        | années 1700            | Johan Fredrik Åbom, Aron Johansson          | Sveriges riksdag                               |
| vänster | Överkommissariens hus      | années 1750            | Carl Hårleman                               | Berge Olofson Ström                            |
| vänster | Gamla auktionsverket       | années 1750            | Carl Hårleman, Cyrillus Johansson           | Berge Olofson Ström                            |
| vänster | Levins villa               | années 1770            | Erik Palmstedt                              | Adolf Ludvig Levin                             |
| vänster | Västra Gymnasiehuset       | années 1800            | Johan Fredrik Åbom                          | Stockholm                                      |
| vänster | Kammarrättens hus          | 1804                   | Fredrik Blom, Carl Fredrik Bouck            | Kammarrätten                                   |
| vänster | Gamla riksarkivet          | 1877-1890              | Axel F. Nyström                             | Gamla Riksarkivet                              |
| vänster | Norstedtshuset             | 1882-1889              | Magnus Isæus                                | P.A. Norstedt & Söner                          |

## Voir  aussi